# إزرائيل هارون
إزرائيل هارون (بالإنجليزية: Israel Aaron)‏ هو حاخام أمريكي، ولد في 1859 في لانكستر في الولايات المتحدة، وتوفي في 1912.